# Белорусский студенческий союз
Белору́сский студе́нческий сою́з (БСС, бел. Беларускі студэнцкі саюз) — организация белорусских студентов Университета Стефана Батория в Вильно, Польская Республика. Существовала с 1920 по 1939 год.

## История создания и учредители
Белорусскими студенческими организациями, зарегистрированными в Виленском университете Стефана Батория (УСБ) за весь период его деятельности были: Белорусский студенческий союз, Товарищество друзей белорусоведения (бел. Таварыства прыяцеляў беларусазнаўства), Студенческая корпорация «Скорыния» (бел. Студэнцкая карпарацыя Скарынiя), белорусское студенческое товарищество имени Ф. Скорины (бел. Беларуская студэнцкае таварыства iмя Ф. Скарыны), Белорусское студенческое краеведческое общество (бел. Беларускае студецкае краязнаўчае таварыства), Союз студентов-народников имени Ф. Богушевича (бел. Саюз студэнтаў-народнiкаў iмя Ф. Багушэвiча). Все они имели исключительно белорусский национальный характер. Существовали также районные и региональные студенческие кружки, как объединения по территориальному признаку, среди них — общества на территории Западной Белоруссии, однако их большая часть отличалась выраженной «польскостью», например, кружок студентов Гродненского района.
БСС был самой значимой и самой прочной студенческой организацией, работавшей до самого закрытия университета.
В 1920/1921 учебном году в УСБ насчитывалось 19 студентов-белорусов. Они решили создать свою студенческую организацию. После нескольких собраний был разработан устав общества под названием «Кружок студентов-белорусов» (бел. Гурток студэнтаў беларусаў) и оно было основано 1 декабря 1920 года. Однако возникла задержка с утверждением устава, и он не был передан Сенату университета до конца учебного года. Осенью 1921 года был разработан новый устав общества, которое получило уже другое название — «Союз студентов-белорусов» или «Белорусский студенческий союз». Был также избран Исполком, и 9 декабря 1921 года устав новой организации был утверждён.
Учредителями организации были Бронислав Туронок (Бранiслаў Туронак), Антон Абрамович (Антон Абрамовiч), Франтишек Петкевич (Францiшек Пяткевiч), Тодор Куницкий (Тодар Кунiцкi) и Николай Мартинчик (Мікалай Марцінчык); все — студенты медицинского факультета Виленского университета. Председателем БСС был избран Антон Абрамович.

## Структура и руководство

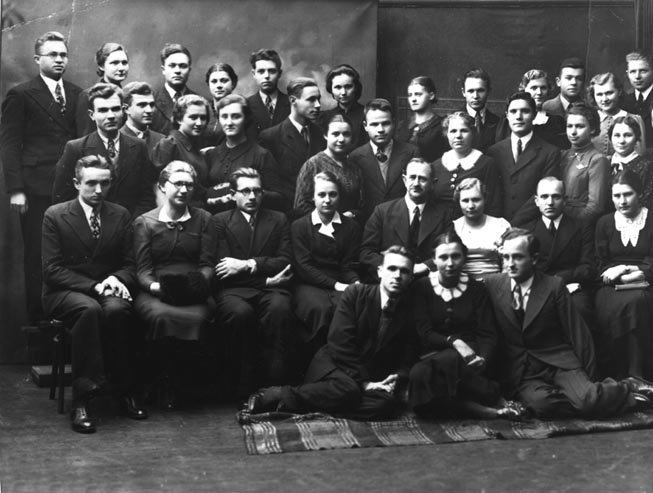
Члены Белорусского студенческого союза, 1930-е годы

Оговоренная в уставе структура БСС соответствовала общим требованиям, установленным правительством Польши ко всем академическим обществам подобного рода. Органами руководства являлись Общее собрание, Управа союза и Ревизионная комиссия. Высшим органом БСС было Общее собрание членов союза (конференция). Общее собрание избирало представительские органы — Управу и Комиссию. Непосредственное руководство БСС осуществлялось Управой. В её компетенцию также входило принятие новых членов и исключение из БСС. Был также создан состоящий из 5 человек Товарищеский суд, который должен был решать споры, возникающие между членами организации.
В состав первой управы БСС входили: председатель Антон Абрамович, заместитель председателя Сергей Малафеев (Сяргей Малафееў), секретарь Тодор Куницкий, казначей Бронислав Туронок и Станислав Гринкевич (Станiслаў Грынкевiч). Позже БСС в разное время возглавляли Игнат Гоголинский (Ігнат Гагалінскі), Константин Глинский (Кастусь Глінскi), Николай Мартинчик и другие. Последним председателем БСС был Всеволод Король (Усевалад Кароль).
У членов БСС были свои знаки отличия: белые береты и бело-красно-белые значки-ленты.
Руководство университета назначало своим студенческим обществам кураторов. Первым куратором БСС был профессор Станислав Владычко (Станiслаў Уладычка), в конце 1931 года куратором был назначен доктор Эрвин Кошмидер.

## Численность
Число членов БСС за всё время его существования было довольно скромным. По состоянию на 1 декабря 1930 года в БСС насчитывалось около 80 студентов-белорусов, по состоянию на 1 декабря 1933 года — 53 студента, на 1 января 1939 года — 63 студента. Члены организации отмечали, что к ним обычно присоединяется не более половины белорусских студентов вуза, остальные либо игнорируют студенческие организации, либо присоединяются к польским, которые могут предоставлять бо́льшую материальную выгоду.

## Печатные издания
БСС издавал журналы «Наш шлях» («Наш путь») и «Студэнцкая думка» («Студенческая мысль»). Первый номер журнала «Наш шлях» вышел в марте 1922 года, последний — в декабре того же года, редакторами номеров были Бронислав Туронок и Л. Мозолевский (Л. Мазалеўскі).  В издании предоставлялась подробная информация о жизни белорусских студентов в Вильно, а также рассказывалось про белорусских студентов в других польских вузах и за пределами страны, публиковались статьи социально-культурного характера, литературные произведения западно-белорусских авторов. Первый номер журнала «Студэнцкая думка» вышел в декабре 1924 года, из-за нехватки денег он выходил нерегулярно, номер № 2 (3) за 1925 год был конфискован властями. Редактором его изданий № 1 за 1924 год,  №№ 1 (2), 3 (4), 4 (5), 5 (6) за 1925 год и № 1 (7) за 1926 год был Адольф Зенюк (Адольф Зянюк).
Последним печатным изданием БСС стала однодневная газета «Голас Студэнта» («Голос Студента»), вышедшая 25 июня 1937 года. Помимо летописи БСС первой половины 1937 года и нескольких прозаических произведений, большая часть статей в издании была посвящена роли белорусских студентов в национальном движении. Издателем газеты выступил Виктор Ермолкович (Віктар Ярмалковіч).

## Цели и задачи
Основной целью БСС было «объединение студентов-белорусов УСБ в единую идейно-воспитательную и культурно-общественную организацию для взаимной помощи, как духовной, так и материальной, а также для культурно-просветительской работы среди белорусского народа».
Девиз Белорусского студенческого союза: «Отечество и наука» (бел. Айчына і Навука, в других источниках — бел. Бацькаўшчына і навука).
Свою деятельность Союз провозглашал аполитичной.
В задачи БСС входило: 
- создание кассы взаимопомощи;,
- создание библиотеки-читальни;
- создание хора;
- проведение просветительских курсов;
- осуществление издательской деятельности;
- завязывание отношений с другими академическими обществами и объединениями;
- делегирование своих представителей на конференции, съезды, академии и собрания студенческих обществ и общественных объединений.

В опубликованном в журнале «Наш шлях» (№ 1 (11), 1921) «Обращении ко всему белорусскому обществу» Союз подчеркнул большую роль и и ответственность белорусского студенчества, которое, «продолжая знаменитые традиции своих предшественников, духовных родителей и учителей, основоположников белорусского движения национального возрождения, получает знания, которые несёт под крыши родного дома, твёрдо веря в то, что знания есть единственный путь к истинному возрождению и освобождению».

## Деятельность
Белорусский студенческий союз:
- наряду с общественными краеведческими организациями Западной Белоруссии осуществлял деятельность по сохранению культурного своеобразия восточных территорий Второй Речи Посполитой. Участники БСС часто выезжали в разные регионы Западной Белоруссии с просветительскими лекциями, такими как: «Белорусы как народ», «Белоруссия в прошлом и настоящем», «Мы и наше Отечество», «Белорусы в Польше», «Кто мы?», «Трагедия белорусской интеллигенции», «Осадничество в Белоруссии», «Проблема русификации под Польшей и белорусы», «Зачем нам белорусская школа?», «Доктор Скорина — первый белорусский печатник и педагог», «Значение театра для общества», «Необходимость образования в деревне», «Школа и белорусская литература в общественной жизни», «Аграрный вопрос на белорусских землях», «Экономические обстоятельства экономического развития Белоруссии» и др.;

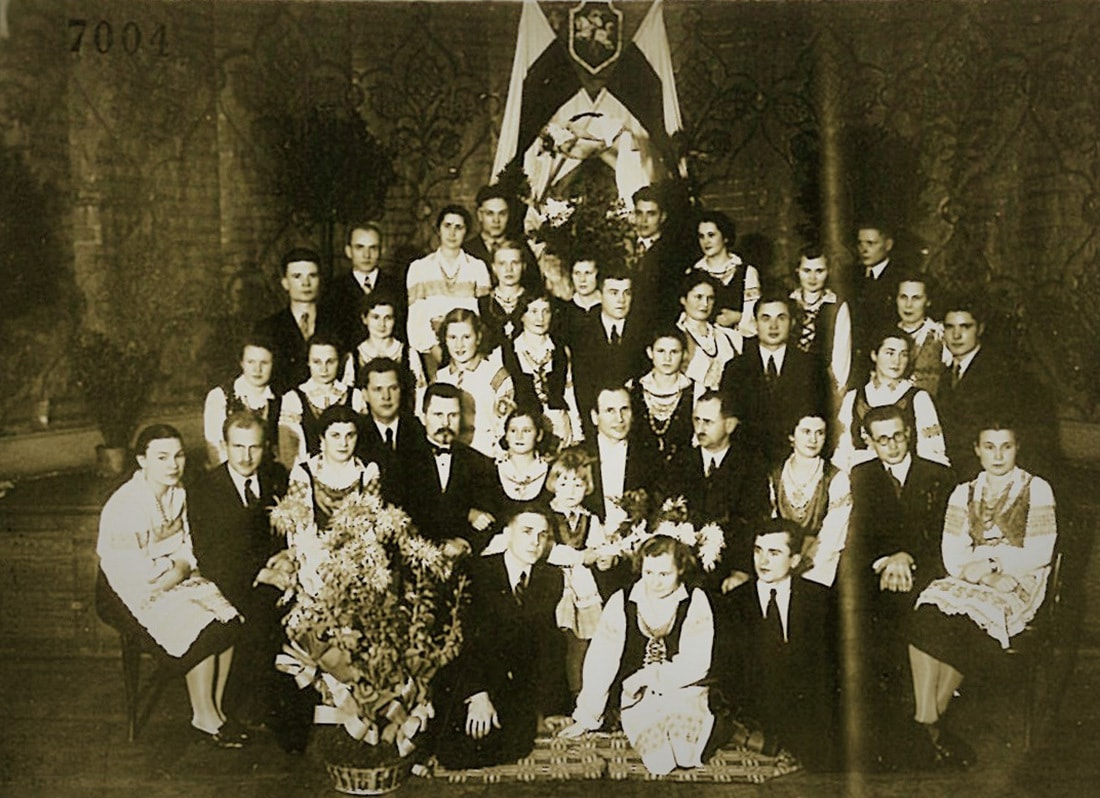
Участники хора Белорусского студенческого союза под управлением Григория (Рыгора) Ширмы и при участии Михаила (Михася) Забейды-Сумицкого

- организовал заочные кооперативные курсы, где преподавали Язеп Клагиш, Михаил Тулейко[бел.] (Міхась Тулейка), Станислав Станкевич;
- открыл студенческую столовую «Беларуская сытніца» («Белорусская Сытница»);
- был инициатором и организатором субботников, экскурсий, дискуссионных вечеров, концертов-балов, в которых также принимали участие украинские, литовские и польские студенты;
- поставил пьесы Франтишека Олехновича «Неоконченная драма» и «Счастливый муж», пьесу Элизы Ожешко «Зимним вечером»;
- участвовал в Виленской студенческой выставке 27 ноября 1932 года;
- организовал академический хор, состоящий из учащихся белорусов и украинцев, носивший название «Беларускi хор Студэнцкага саюза пад кіраўніцтвам Рыгора Ширмы» («Белорусский хор Студенческого союза под руководством Григория Ширмы») и танцевальный ансамбль (хореограф Янка Хворост[бел.]);
- весной 1927 года стал членом Ассоциации белорусских студенческих организаций (АБСО), основанной в 1924 году в Праге, в 1929 году направил своих представителей на Конгресс АБСО;
- поддерживал лучшие традиции белорусской интеллигенции. Во время выборов в польский сейм в 1922 и 1928 годах члены БСС призывали голосовать за представителей трудового народа.

БСС существовал на пожертвования различных организаций, обществ и отдельных граждан, опираясь в основном на поддержку «Белорусской христианской демократии» (БХД). Из этих средств он ежемесячно выдавал нуждающимся членам организации краткосрочные ссуды и стипендии. Издание журнала «Наш шлях» почти полностью финансировалось со стороны БХД.
БСС сотрудничал с другими молодёжными организациями. Эта деятельность имела несколько направлений: 1) сотрудничество с белорусскими студенческими организациями за пределами региона; 2) сотрудничество со студенческими организациями других национальностей; 3) сотрудничество с международными студенческими организациями. Среди дружественных БСС организаций были: Объединение белорусских студенческих организаций в Праге, белорусские студенческие союзы в Минске, Праге, Берлине, Варшаве, Ковно, Товарищество белорусоведов УСБ, Украинский студенческий союз, Литовский студенческий союз, Еврейская студенческая самопомощь, Российский студенческий союз и др. Ежегодной традицией стало проведение совместного мероприятия этих обществ под названием «Белоруско-литовско-украинский концерт-бал».
В условиях давления на оппонентов и нацменьшинства, которое было развернуто в Польше в середине 1930-х годов, на БСС, как на реально действующую и официально легальную структуру, приходилась большая доля общественной работы

## Председатели

### Антон Абрамович
Антон Абрамович (1897, деревня Покути, Минский уезд, Российская империя — 1940, г. Калинин, СССР) — первый председатель Белорусского Студенческого Союза. Родился в крестьянской семье. В 1916 году был призван в Русскую императорскую армию, участвовал в Первой мировой войне. Закончил службу в 1918 году. С 1920 года — в Польской армии. Осенью 1920 года поступил в университет Стефана Батория на факультет польской филологии, где заинтересовался белорусским национальным движением. В конце 1922 года отошёл от активной работы В БСС. Окончил университет со степенью магистра. В 1925 году получил звание старшего лейтенанта и назначение на службу в гарнизон Войска Польского в Бресте, был интендантом склада Брестской крепости. До Второй мировой войны работал заместителем директора Земельного банка в Вильно. 1 сентября 1939 года как офицер резерва был мобилизован в польскую армию. В ходе Польского похода Красной Армии был взят в плен, попал в лагерь для военнопленных в Козельске, где, по всей видимости, сошёл с ума. Его отправили Смоленскую психиатрическую больницу, затем в Осташковский лагерь, где расстреляли. Точная дата расстрела и место захоронения неизвестны.

### Николай Мартинчик
Николай Михайлович Мартинчик (1901, село Кубельники, Гродненский уезд, Российская империя — 1980, Белорусская ССР) — председатель БСС, с 1922 года — редактор журнала «Студенческая мысль». Родился в крестьянской семье. Школьное образование получил в гимназии города Чистополя Казанской губернии и в русско-польской гимназии в Гродно, где познакомился с белорусскими активистами. В 1921 году стал студентом медицинского факультета Университета Стефана Батория. С 1923 года сотрудничал с газетами «Голос Беларуси» и «Крестьянская правда», издаваемыми Белорусским посольским клубом. Одновременно занимался благотворительной деятельностью в качестве члена, а затем заместителя главы Белорусского общества помощи жертвам войны. Был членом. В качестве члена Президиума  Вильнюсского белорусского национального комитета принимал участие в координации деятельности белорусских партий и организаций с 1921 по 1938 год. Член Управы Товарищества белорусской школы (ТБШ). В студенческие годы принял активное участие в создании Белорусской Крестьянско-рабочей Грамады. Дважды (в 1927 и в 1930 годах) выдвигался кандидатом в Польский Сейм. В 1927 году был арестован по делу Грамады,  в октябре 1930 года —  по обвинению в принадлежности к коммунистической организации; сидел в тюрьме. Работал в педиатрической клинике УСБ и вёл частную медицинскую практику. Преподавал анатомию и гигиену в Виленской белорусской гимназии. Советскими властями считался одним из «агентов польской полиции», которые пытались увести ТБШ с «пути национально-освободительной борьбы» и подчинить Общество к «белорусскому национальному фашизму». После высылки из Вильно польскими властями работал врачом в деревне Ялувка, с апреля 1934 года возглавил сельскую больницу в деревне Наревка. Продолжал активно заниматься общественной деятельностью до закрытия ТБШ в 1936 году. В июне 1941 года в Наревке ему пришлось лечить большое число тяжелораненых советских воинов. После закрытия больницы немцами и непродолжительного ареста ему разрешили переехать в деревню Беловеж и открыть поликлинику для частной врачебной практики. В 1944 году переехал в Гродно. В сентябре был принят врачом-ординатором в детскую больницу и одновременно назначен старшим инспектором городского управления здравоохранения детских учреждений. Преподавал фармакологию в фармацевтической школе. В ноябре 1944 года стал главным врачом городской инфекционной бол|ьницы и, в связи с острой нехваткой врачей, по совместительству работал педиатром в областной поликлинике, а также врачом в санитарной авиации. 29 августа 1948 года арестован сотрудниками НКВД по доносу. Следствие по его делу длилось до марта 1949 года, в качестве материалов обвинения использовалась информация о его деятельности в 1930-х годах. 12 марта 1949 года приговорён к 10 годам заключения в лагере с конфискацией имущества. Был назначен тюремным врачом в Воркутинский исправительно-трудовой лагерь «Ж» № 175/67. С 1949 года работал терапевтом, с 1951 года — педиатром. Лечил не только заключённых, но и местное население. Досрочно освобождён 31 октября 1955 года, но вопрос о реабилитации долгое время оставался открытым. В феврале 1956 года получил место врача-педиатра в Гродненском детском доме. После его неоднократных ходатайств его дело было  пересмотрено военным трибуналом Белорусского военного округа 25 декабря 1956 года, Постановление Особого Совещания от 12 марта 1949 года в его отношении отменено и дело за отсутствием состава преступления прекращено. В 1959 году как опытный врач-рентгенолог был назначен заведующим соответствующего отделения Гродненской областной клинической больницы, где проработал на этой должности до выхода на пенсию в 1965 году. Скончался 23 мая 1980 года. Похоронен на кладбище села Алекшицы Волковысского района. Личность и история жизни врача-подвижника стали изучаться только в годы перестройки.